# Sascha-Verleih
Sascha-Verleih (Sascha-Film) var den första större filmstudion i Österrike. Den startades 1912 av greven Sascha Kolowrat-Krakowsky, en välbärgad adelsman från Böhmen. Gustav Ucicky arbetade för bolaget från 1916 till slutet av 1930-talet, och gjorde en serie populära filmer.